# کلرید پالادیم (II)
کلرید پالادیم(II) (به انگلیسی: Palladium(II) chloride) با فرمول شیمیایی PdCl۲ یک ترکیب شیمیایی است. که جرم مولی آن 177.33 g/mol می‌باشد. شکل ظاهری این ترکیب، قرمز تیره جامد است.